# Inhibitorisches postsynaptisches Potential
Ein inhibitorisches (hemmendes) postsynaptisches Potential (IPSP) (englisch inhibitory postsynaptic potential, von lateinisch inhibere „hemmen“) ist eine lokale Änderung des Membranpotentials an der postsynaptischen Membran tierischer und menschlicher Nervenzellen, die durch Hyperpolarisation der Zellmembran an der Synapse dazu führt, dass die Erregung der Zelle  gehemmt und das Auslösen von Aktionspotentialen durch exzitatorische postsynaptische Potentiale (EPSP) erschwert wird.
Die Transmitter der hemmenden Synapsen rufen eine Zellantwort hervor, durch die in der postsynaptischen Membran Kanäle geöffnet werden, die spezifisch Kalium- oder Chlorid-Ionen passieren lassen. Durch das Öffnen dieser Ionenkanäle kommt es in der Regel zu einem Kalium-Ionen-Ausstrom aus der Nervenzelle beziehungsweise zu einem Chlorid-Ionen-Einstrom in die Nervenzelle. In beiden Fällen kommt es dadurch zu einer (zunächst lokalen) Hyperpolarisation der postsynaptischen Membran beziehungsweise zu Bedingungen, die eine Bildung von Aktionspotentialen erschweren oder verhindern. Die postsynaptischen Rezeptoren können ionotrop (der Rezeptor ist zugleich Kanal), aber auch metabotrop (der Rezeptor steht am Anfang einer Signaltransduktion mit Auswirkung auf Ionenkanäle) sein; insbesondere im letzteren Fall ist auch die Schließung (präziser: Senkung der Offenwahrscheinlichkeit) von Natrium- oder Calciumkanälen möglich, womit EPSPs direkt gehemmt werden.